# 蝎虎
蝎虎（学名：Hemidactylus platyurus）为壁虎科蜥虎属的爬行动物，俗名翼蝎蜓。分布于越南、泰国、缅甸、斯里兰卡、印度、马来西亚、菲律宾、印度尼西亚、澳大利亚、台湾以及中国大陆的广东、西藏等地，主要栖息于热带地区、常见于住房及庭院中以及墙缝或墙洞中。

## 保护
本种于2023年被收录入《有重要生态、科学、社会价值的陆生野生动物名录》。